# 小行星25365
小行星25365（25365 Bernreuter）是一颗绕太阳运转的小行星，为主小行星带小行星。该小行星于1999年10月19日发现。

## 轨道参数
小行星25365的轨道半长轴为349 671 091 km，2.3373736 UA，离心率为0.147。